# Rogów (Poméranie-Occidentale)
Pour les articles homonymes, voir Rogów.
Rogów est une localité polonaise de la gmina rurale de Stepnica, située dans le powiat de Goleniów en voïvodie de Poméranie-Occidentale. Elle se situe à environ 17 km au nord-ouest de la ville de Goleniów et 27 km au nord de la capitale régionale Szczecin. 

## Géographie

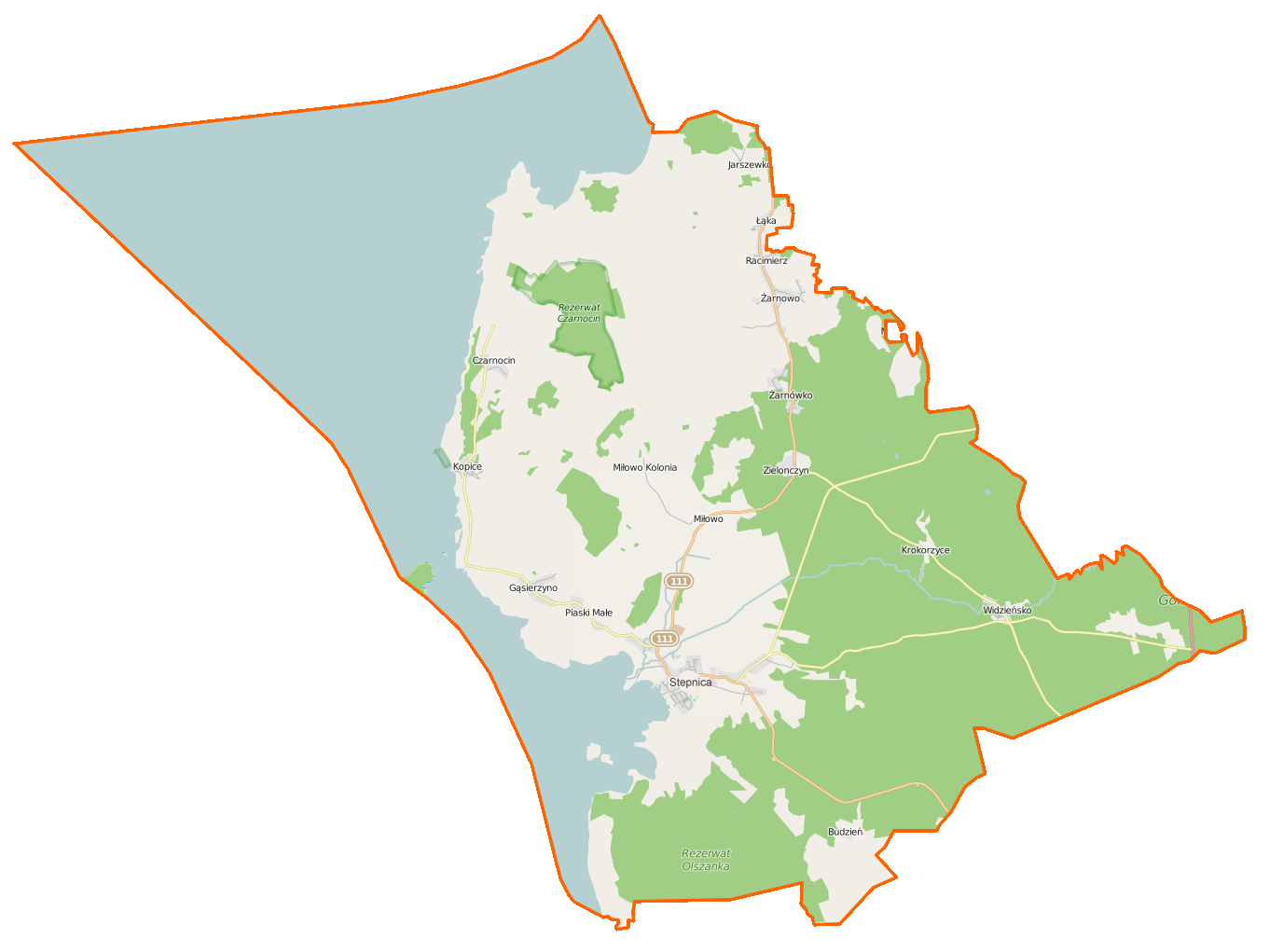
Carte de la gmina de Stepnica.